# Mach (Rainbow單曲)
「Mach」是韓國的女子組合Rainbow的第2張數位單曲。2010年10月20日由DSP Media發售。與上張單曲「A」同樣，分別推出韓文版及日文版。此曲與「A」、「Tell Me Tell Me」，至今仍然是Rainbow在現場表演的必唱作品。

## 概要
- 《Mach》是Rainbow第2張以數位下載的單曲，其後收錄在第二張迷你專輯《SO 女》，由之前負責創作「A」的Sweetune 再次打造新曲，以「兜風舞」為標誌舞蹈。
- 單曲造型照於10月18日公開[1]

## 收錄歌曲
1. Mach
2. Mach（Instrumental）